# Andrija Čolak
Andrija Čolak (Petrinja, 1938) jugoslovenski je novinar i publicista koji živi i radi u Beogradu.

## Biografija
Pripada generaciji novinara koja je najveći deo svog radnog veka provela u državi koja se zvala Jugoslavija. Radio je u Mladosti, zagrebačkom  Večernjem listu (dopisnik iz Beograda), Četvrtom julu (direktor i glavni i odgovorni urednik), zagrebačkom Vjesniku (dopisnik i politički analitičar iz Beograda), u Predsedništvu CK SKJ (savetnik za medije) i na kraju kao slobodni novinar. Objavljivao je u većini tada vodećih jugoslovenskih listova.
Bavio se i izdavanjem i uređivanjem knjiga. Jedna od njih je knjiga Saše Božović Tebi moja Dolores koja je krajem sedamdesetih i početkom osamdesetih bila bestseler na čitavom jugoslovenskom prostoru, dostigavši rekordne tiraže.
Bio je član Komisije za informisanje Skupštine SFRJ (1978-1982) i član Programskog saveta Radio Jugoslavije. 
Posle raspada Saveza komunista na 14. kongresu 1990, vratio se novinarskom poslu i paralelno radio na knjigama u kojima je prikazao raspad jugoslovenske zajednice, oslanajući se, ne samo na dugogodišnje novinarsko iskustvo, već i na  saznanja koja je stekao za vreme rada na odgovornom poslu u vrhu Saveza komunista, kao i na mnogobrojne dokumente koji su bili nedostupni javnosti.
Knjige: 
Paklena rezidencija Brozovih,  (objavljena i u Sloveniji pod naslovom Peklenska rezidenca Brozovih), 
Agonija Jugoslavije (slovenačko izdanje pod naslovom Razpad Jugoslavije), 
Jugoslavija - zabluda najboljih, 
Tito i Jovanka - od idile do pakla i 
Dnevnik mog oca.
U tri knjige, koje čine svojevrsnu jugoslovensku trilogiju, (Paklena rezidencija Brozovih, Agonija Jugoslavije i Jugoslavija – zabluda najboljih) na neuobičajen način je prikazao razvojni put jugoslovenske zajednice -  od osnivanja do raspada - kroz naizgled sporedna zbivanja i događaje, sa obiljem pikantnih detalja, držeći se istorijskog konteksta, ali, pre svega, nastojeći da, zanimljivim kazivanjem, čitaocu približi mnoge činjenice i objasni burnu istoriju zajedničke države.

## Knjige (drugi o njima)

### Paklena rezidencija Brozovih
- Novinar Andrija Čolak bio je sredinom osamdesetih savetnik za medije Predsedništva Saveza komunista Jugoslavije, pa je zbog te okonosti i sam bio umešan u priču o obračunu jugoslovenskog rukovodstva sa Titovom udovicom usred najveće političke krize koja je dovela do raspada zemlje. Odlučio je da objavi priču zasnovanu na verodostojnim dokumentima i narativima – ne samo zbog javnog interesa za slučaj udovice Jovanke Broz, već i zbog toga što ova priča sadrži bitne elemente svih onih političkih, međuetničkih i ličnih sukoba, koji su doveli do tužnog uništenja Titove zaostavštine. Nakon smrti Jovanke Broz u oktobru 2013, autor je odlučio da u ovo izdanje uključi i one delove, kojih je morao da se odrekne 1990. zbog političkog pritiska. (Iz recenzije slovenačkog izdavača „Ciceron“ povodom objavljivanja knjige „Peklenska rezidenca Brozovih“ 2014)[2].
- Andrija Čolak je 1990. objavio knjigu „Paklena rezidencija Brozovih“ i, iako delo ima prilično senzacionalistički naslov, ozbiljno je napisano i u njemu autor analizira uzroke i činjenice vezane za pad Jovanke Broz u 1970-im. Knjiga se zasniva prevashodno na uvidu u službene transkripte i arhive SKJ, pa je svojevrsni pokušaj zavirivanja u prethodno nepristupačne dokumente, zbog čega se ova knjiga razlikuje od već objavljenih memoara, svedočenja i narativa i jedna je od najpouzdanijih i najobjektivnijih analiza, ne samo priče o Jovanki i Titu, već i o zbivanjima i previranjima u jugoslovenskoj politici toga vremena. ( „Nedeljski Dnevnik“, Ljubljana 20.V.2014)[3].
- Poslednjih godina Titovog života vodila se borba za njegovog naslednika. U toj borbi jedan pretendent najviše je smetao - Titova supruga. Jovanka Broz bila je Srpkinja, a Josip Broz Hrvat. Ako je njihov brak delovao idilično i predstavljao simbol jugoslovenskog zajedništva, raspad tog braka je označio početak raspada jugoslovenske države koja je na tom zajedništvu počivala. (Iz recenzije za elektronsko izdanje knjige „Tito i Jovanka od idile do pakla – Brak koji je srušo Jugoslaviju“ u izdanju Rakuten Kobo)[4].

### Agonija Jugoslavije
- Andrija Čolak se odvažio da napravi panoramu dramatičnih rasprava na saveznom nivou krajem osamdesetih prošlog veka, kada je radio kao pres-čovek najvišeg partijskog tela. On je to sastavio profesionalno i vešto. Nije nijednu stranu apostrofirao ili satanizovao, niti preterivao u slikanju mana i vrlina pojedinaca, koji su činili politički softver tih godina... To se čita kao klasično dramsko delo u kome se pojavljuje dvadesetak stalnih aktera i glumaca i još toliko nestalnih, ali u stalnom dijalogu kome nema početka ni kraja i koji se završava u agoniji, kako je i dato ime knjizi. (Iz kolumne Miloja Popovića Kavaje u listu Politika)[5].
- Možda će budući istoričari, čitajući ovu knjigu, moći da otkriju mnogo detalja na osnovu kojih će izricati sud o jednom vremenu. Andrija Čolak je bio neposredni posmatrač rada državnog i partijskog vrha i u svom dnevniku precizno, koncizno i veoma duhovito, s posebnim smislom za detalj, predstavlja period raspada. Uspeo je da od suvoparne materije, isticanjem pikantnih detalja i duhovitim obrtima, majstorski napravi priču koja drži čitaočevu pažnju do kraja. (Iz recenzije Svetozara Đonovića)[6]
- Andrija Čolak je bio poželjan sagovornik članova Predsedništva i takve razgovore nije samo pamtio, nego i zapisivao. Kao aktivan učesnik sednica Predsedništva i niza sličnih „kuloarskih“ priča, mogu da potvrdim da ovi privatni Čolakovi razgovori verno odražavaju, odnosno potvrđuju sadržaj formalnih nastupa pojedinaca na sednicama, a posebno veoma plastično prikazuju njihove karakterne osobine. (Iz recenzije za srpsko i predgovora za slovenačko izdanje Borisa Muževiča, člana i izvršnog sekretara nekadašnjeg Predsedništva Saveza komunista Jugoslavije)[7]
- Po vokaciji novinar, Andrija Čolak je bio i hroničar jednog vremena, tačnije ispratio je raspad Jugoslavije kao aktivni učesnik, na mestu savetnika za medije Predsedništva Saveza komunista Jugoslavije. Bio je svedok formiranja i plasiranja istine jednog doba. Recenzenti ovog svojevrsnog dnevnika iznose stav da se ovo uzbudljivo štivo čita kao politički triler, što zvuči interesantno, kada uzmete u obzir da su vam akteri poznati, ali i demorališuće kada shvatite da ste i sami bili akteri tog filma. (Iz kataloga Gradske biblioteke Novog Sada)[8]
- Andrija Čolak se kao savetnik za medije u Predsedništvu Centralnog komiteta Saveza komunista Jugoslavije od 1985. do maja 1990. godine, nalazio na sedištima sa najboljim pogledom na raspad Titove države. Čolak je prisustvovao sednicama Predsedništva CK, još važnije - bio je prisutan u kuloarima u kojima se određivala sudbina Jugoslavije. I što je najvažnije - vodio je dnevničke zapise sa tih događaja. Nedavno je objavio knjigu "Agonija Jugoslavije" (u izdanju Lagune), u kojoj je izneo nepoznate detalje. (Iz intervjua magazinu Nedeljnik 19 oktobar 2017)[9]
- Andrija Čolak, iskusni beogradski novinar, sedeo je, kao „savetnik za medije“, na praktično celodnevnim sednicama Predsedništva Saveza komunista Jugoslavije, vrha tadašnje vladajuće i jedine legalne političke sile u zemlji, i marljivo beležio događaje, koji bi mogli biti komični da nisu doveli do tragičnog ishoda. Čolakov narativ daje vrlo plastičan uvid u stanje uma ljudi koji su se, makar formalno, nalazili na pozicijama sa kojih su tok istorije mogli usmeriti u drugom pravcu. Na kraju čitanja, čitalac neće biti preterano izenanđen kako to nisu učinili. (Iz recenzije Andreja Pozniča za slovenačko izdanje knjige „Razpad Jugoslavije“, 2014)[10]

### Jugoslavija - zabluda najboljih
Andrija Čolak je jedan od istaknutih predstavnika novinarske generacije koja je stasala i radila u „drugoj“ Jugoslaviji i koji je ne samo svedok, već i učesnik mnogih prelomnih trenutaka nekadašnje zajedničke države, o čemu je ostavio zapaženo svedočanstvo u knjigama „Paklena rezidencija Brozovih“ i „Agonija Jugoslavije“ (objavljene u Srbiji u Sloveniji).
Knjiga "Jugoslavija - zabluda najboljih" zaokružuje autorov opus o Jugoslaviji i ona je na neki način treći deo te trilogije. Svoju priču o Jugoslaviji Čolak gradi i vodi držeći se dosledno istorijske hronologije, od rađanja ideje do njenog sloma. Ali te istorijske činjenice su u ovoj knjizi samo kontekst u kome se, kroz naizgled sporedna zbivanja, osvetljava pozadina i objašnjavaju uzroci. To je upravo ono što daje draž čitanju i drži čitaočevu pažnju, izazivajući osećaj otkrivanja novih detalja za koje do tada nije znao. Čolakov stil je koncizan i precizan, on zna da zagolica čitaoca, vodeći ga kroz priču do same granice senzacionalizma, ali nikada ne prelazeći tu granicu. Pomalo zagonetan naslov knjige čitaocu će biti jasan već na samom početku kada pročita moto u kome Bertold Breht sugeriše da su zablude „muka najboljih“. Tako i u ovoj knjizi provejava uverenje da su Jugoslaviju stvarali najbolji, uprkos  zablude koja se na kraju pokazala. (Miloje Popović Kavaja: Iz predgovora za elektronsko izdanje knjige „Jugoslavija – zabluda najboljih“ u izdanju Rakuten Kobo).

## Galerija
- Promocija knjige "Agonija Jugoslavije"
- Promocija knjige "Tebi moja Dolores"

- Na izložbi knjiga u Budvi u oktobru 1978 Andrija Čolak je bio domaćin Titu
- Sa Stipom Šuvarom, predsednikom Predsedništva CKSKJ

## Spoljašnje veze
1. „Tito se je nekajkrat poskušal umakniti“, Nedeljski dnevnik Ljubljana 20.V.2014.
2. „Agonija SKJ“, Vreme br. 1-5, 29 oktobar – 26 novembar 1990.
3. Promocija knjige "Agonija Jugoslavije", Laguna 2017.
4. Agonija Jugoslavije, Laguna 2017.
5. „Duh je konačno pušten iz boce“, Večernje novosti, 27 avgust 2017.
6. „Ono što nije u knjizi, nije ni za priču“,  Republika 19877  11-10 2017.
7. „Kako su lideri dokrajčili Jugoslaviju“. Danas 14- X. 2017.
8. „Ante Marković je spavao s pištoljem ispod jastuka[мртва веза]“,  Nedeljnik 19 oktobar 2017.
9. Ma ko je počeo rat!? – Dani 1049. 27.10.2017.
10. Srušće nas vlastiti narod – Dani 1050 – 24.11.2017.
11. Andrija Čolak TV KCN, YouTube 15.10.2017.
12. Andrija Čolak, Sajam knjiga 2017, YuTube 13.10.2017.
13. Gostovanje Andrija Čolak, TV  Happy 11.10.2017.
14. Promocija knjge „Agonija Jugoslavije“]  YouTube 14.10.2017.
15. Agonija Jugoslavije Radio Laguna937, YouTube 3.10.2017.
16. Goran Borković: Obje Jugoslavije su spasile Hrvatsku (Dragan Markovina: Koje su najbolje knjige o Jugoslaviji?)